# Jessica Stam

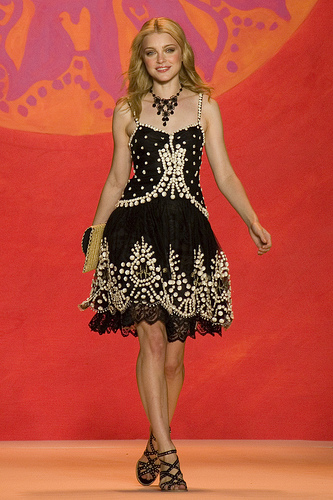
Jessica Stam (2009)

Jessica Stam (* 23. April 1986 in Kincardine, Ontario), auch einfach als Stam bekannt, ist ein kanadisches Supermodel.

## Biografie
Aufgewachsen ist Jessica Stam mit sechs Brüdern in einer sehr religiösen Familie. Sie wollte eigentlich Zahnärztin werden. Stam wurde in einem Coffee-Shop, nach einem Ausflug in einem Freizeitpark, entdeckt und von IMG unter Vertrag genommen.

## Modelkarriere
2002 gewann Stam einen Modelwettbewerb in Los Angeles. Die damals 16-jährige Stam wurde danach vom Fotografen Steven Meisel in seinen Arbeiten engagiert. Stam arbeitete unter anderem bereits mit Versace, Vera Wang, Prada und Dolce & Gabbana. Marc Jacobs kreierte sogar eine Tasche, die nach ihr benannt wurde (The Marc Jacobs Stam). Stam debütierte 2006 bei der Victoria’s Secret Fashion Show und lief auch 2007 und 2010 für sie.

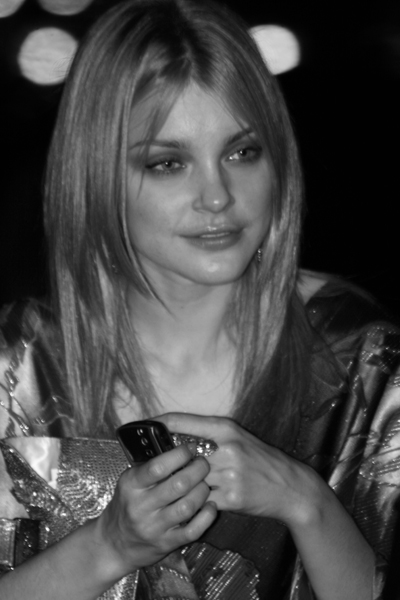
Jessica Stam (22. Oktober 2007)

2007 ernannte die Vogue sie, neben Caroline Trentini, Doutzen Kroes, Sasha Pivovarova, Chanel Iman, Lily Donaldson, Raquel Zimmermann, Agyness Deyn, Hilary Rhoda und Coco Rocha zur neuen Gruppe der Supermodels.
2011 wurde sie zum neuen Gesicht für die Mercedes-Benz Fashion Week ernannt.